# Montignac-le-Coq
Montignac-le-Coq település Franciaországban, Charente megyében. Lakosainak száma 134 fő (2022. január 1.). Montignac-le-Coq Juignac, Palluaud, Pillac, Saint-Séverin és Salles-Lavalette községekkel határos.

## Népesség
A település népessége az elmúlt években az alábbi módon változott:
| Lakosok száma | 251  | 209  | 162  | 139  | 132  | 136  | 138  | 139  | 140  | 134  |
|               | 1968 | 1982 | 1990 | 2006 | 2013 | 2015 | 2017 | 2019 | 2020 | 2022 |